# Ковалиу, Михай
Михай Клавдиу Ковалиу (рум. Mihai Claudiu Covaliu ; род. 5 ноября 1977, Брашов) — румынский фехтовальщик-саблист, олимпийский чемпион, чемпион мира. Заслуженный мастер спорта Румынии (2000). Глава Олимпийского комитета Румынии (с 2016 года).

## Карьера
В детстве Михай Ковалиу занимался футболом, а заниматься фехтованием начал в девятилетнем возрасте, первоначально представляя спортивный клуб «CS Tractorul» из родного Брашова. В 1998 году переехал в Бухарест и тренировался в клубах БНР и «Динамо».
На Олимпийских играх Ковалиу дебютировал в Атланте в восемнадцатилетнем возрасте. Там он выбыл из борьбы за медали во втором раунде, а в командном турнире занял седьмое место.
В 2000 году на сиднейской Олимпиаде румынский саблист сенсационно завоевал золото в личном первенстве. В четвертьфинальном раунде Ковалиу в упорной борьбе (15-14) выбил из борьбы одного из фаворитов француза Дамьена Туйа, в полуфинале со счётом 15-12 оказался сильнее немца Котны, а в решающем поединке с таким же счётом победил еще одного француза Матьё Гурдена. В командном первенстве румыны были близки к медали, но в полуфинале проиграли сборной России со счетом 45-28, а в поединке за бронзу уступили немцам 45-29 и заняли четвёртое место.
В 2001 году Михай Ковалиу женился на румынской саблистке Ирине Драгичи и в том же году завоевал бронзовые медали командных турниров на чемпионате мира и Европы.
На Играх в Афинах Михай не смог защитить звание олимпийского чемпиона, уступив в четвертьфинале один удар венгру Жолту Немчику. В 2005 году выиграл чемпионат мира, победив в финале четырёхкратного олимпийского чемпиона Станислава Позднякова, в 2006 году вместе с командой завоевал единственное в карьере «золото» чемпионата Европы.
Последним турниром в спортивной карьере румынского саблиста стали Игры в Пекине. Там Ковалиу добрался до полуфинала, где уступил французу Николя Лопесу со счётом 15-13. В поединке за бронзу соперником Михая стал еще один француз Жюльен Пийе, которого румын победил со счётом 15-11 и стал бронзовым призёром.
После окончания карьеры перешел на тренерскую работу и уже в 2009 году под его руководством сборная румынских саблистов стала чемпионами мира. Также Ковалиу был тренером сборной, завоевавшей серебро на Олимпиаде в Лондоне и чемпионате мира в Будапеште.
В 2013 году был избран президентом румынской федерации фехтования, продолжая при этом тренировать сабельную сборную. В том же году включен в зал славы Международной федерации фехтования.
В 2016 году стал главой Олимпийского комитета Румынии. Окончил Ясский университет имени А. И. Кузы по специальности «Маркетинг и менеджмент в спорте» в 2005 году, а в 2012 году получил докторскую степень.
Один из организаторов Коалиции за семью Румынии.

## Награды
- Кавалер ордена Звезды Румынии (2024)[1]